# Hydrillodes semialba
Hydrillodes semialba là một loài bướm đêm trong họ Noctuidae.